# Ceratomerus prodigiosus
Ceratomerus prodigiosus är en tvåvingeart som beskrevs av Collin 1928. Ceratomerus prodigiosus ingår i släktet Ceratomerus och familjen Brachystomatidae. Inga underarter finns listade i Catalogue of Life.